# Carl Christoffer Gjörwell le Jeune
Pour les articles homonymes, voir Carl Christoffer Gjörwell.
Carl Christoffer Gjörwell, né le 19 janvier 1766 à Stockholm, mort le 14 novembre 1837 dans cette même ville, est un architecte suédois. 
Il est le fils de l'éditorialiste Carl Christoffer Gjörwell.

## Biographie
Dans sa jeunesse, Gjörwell étudie à l'académie royale de la peinture et de la sculpture. À partir de 1788, il officie comme apprenti chez Louis-Jean Desprez. Il participe ainsi au projet inachevé de construction du grand château de Haga avant d'entrer en 1792 au bureau d'architecture de la ville de Stockholm. En 1794, il entreprend un voyage d'étude pendant lequel il réside longtemps à Rome. Après son retour en Suède, il est nommé en 1796 vice-architecte de la ville auprès de Erik Palmstedt. Il lui est ainsi offert de mettre son art en pratique, au début principalement pour la conception de bâtiments ruraux, manoirs ou assimilés. D'importants chantiers lui sont aussi confiés, entre autres l'agrandissement et la transformation du château de Karlberg en académie militaire, sous la direction là encore de Desprez.
Pour la première réalisation dont il a l'entière responsabilité, Gjörwell dessine les plans de l'Académie royale d'Åbo. Le bâtiment est ensuite construit entre 1802 et 1815 par un autre élève de Desprez, Charles Bassi. En 1803, Gjörwell prend la suite de Palmstedt comme architecte de la ville, et la même année il devient membre de l'académie royale des arts. En 1808, il est nommé professeur. Il a alors derrière lui la réalisation du château de Haga dans le parc Haga et les plans du château de Sävstaholm et du palais de Westman, qui sera toutefois modifié dans les années 1860, perdant à l'occasion son apparence d'origine. La dernière œuvre majeure de Gjörwell est l'hôpital de garnison de Stockholm (achevé en 1834). Il est aussi l'auteur de plusieurs bâtiments mineurs pour des particuliers, de décorations d'autel, de chaires d'église (par exemple celle de l'église de Kungsholm à Stockholm), de monuments funéraires, etc.
Par son style, Gjörwell se rattache à l'école de Desprez, c'est-à-dire à un courant apparu en France dans les années 1760 et 1770, marqué par un retour à l'antiquité romaine au travers d'une interprétation quelque peu exagérée dans sa simplicité et son austérité. Les bâtiments majeurs de Gjörwell sont caractérisés par leur distribution simple et bien établie, ainsi que par une grande retenue dans les décorations. Ils sont davantage l'œuvre d'une réflexion calme et équilibrée que d'une pensée créatrice ou puissamment novatrice. Gjörwell est aujourd'hui (1910) particulièrement apprécié pour ses décorations et ses intérieurs. Dans sa jeunesse, il a aussi réalisé quelques eaux-fortes dans des ouvrages publiés par son père.

## Galerie

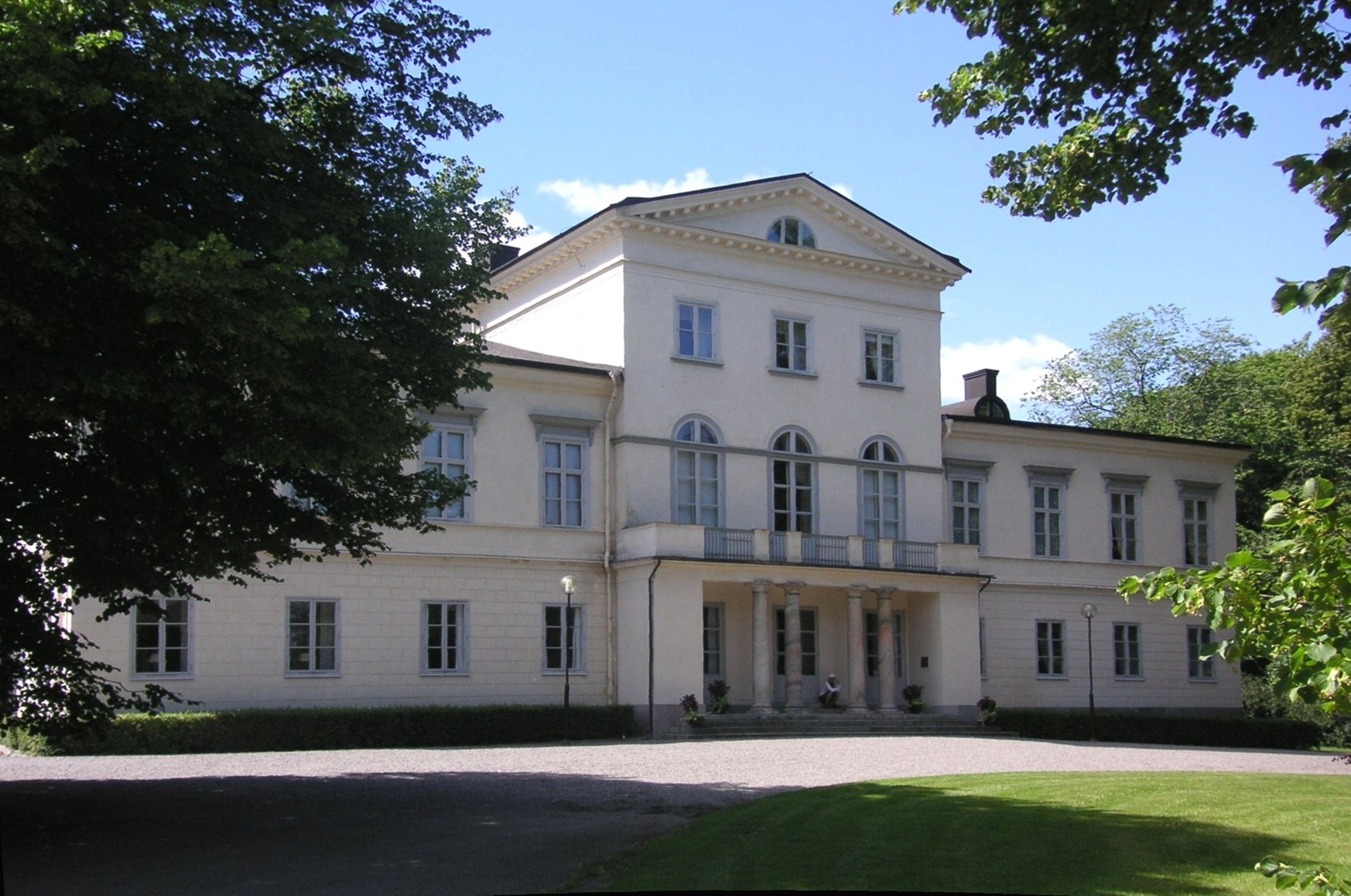
Château de Haga Solna Stockholm
59° 21′ 49″ N, 18° 02′ 22″ E
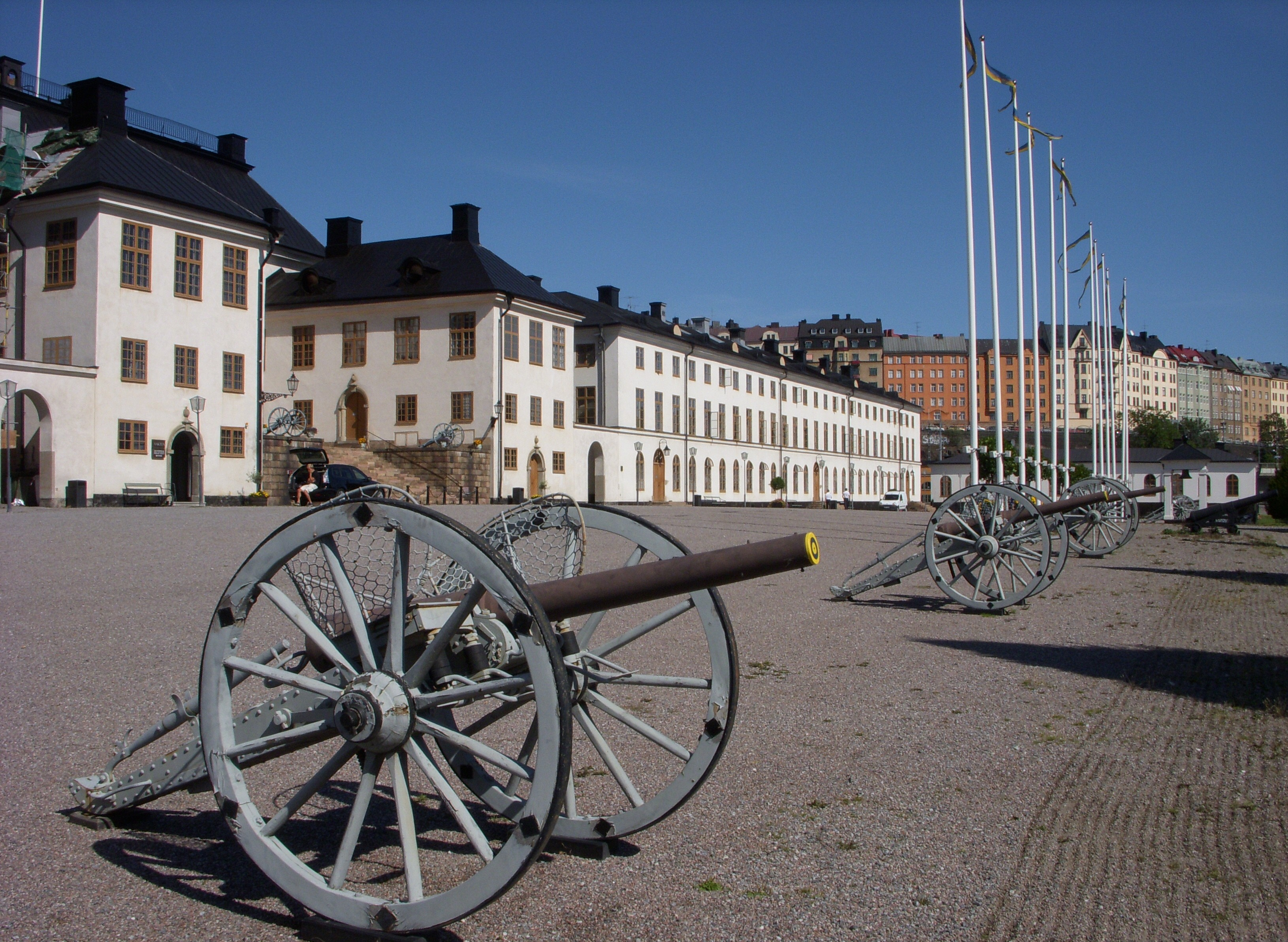
Château de Karlberg Solna Stockholm
59° 20′ 28″ N, 18° 01′ 19″ E
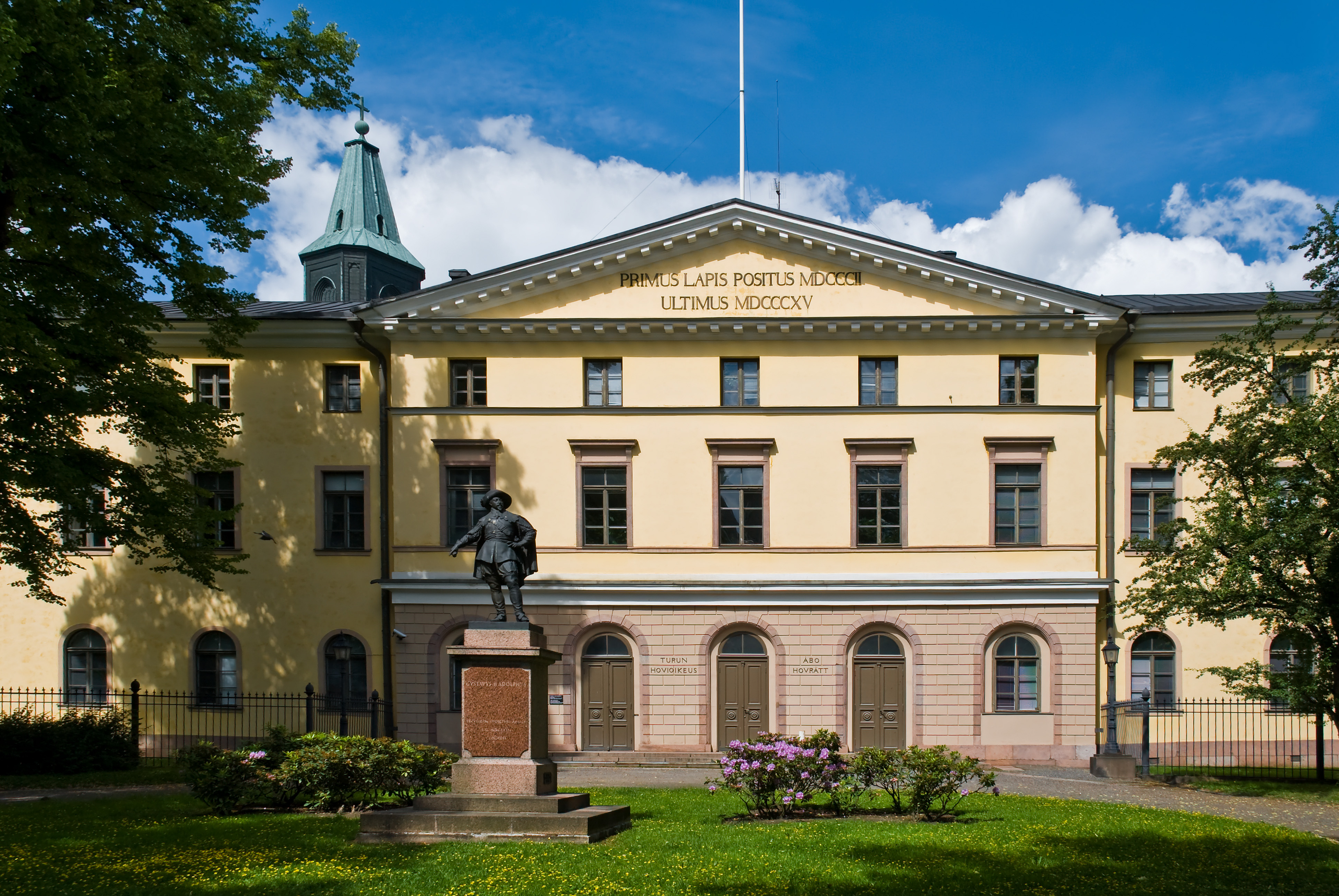
Cour d'appel de Turku Turku Finlande
60° 27′ 06″ N, 22° 16′ 47″ E
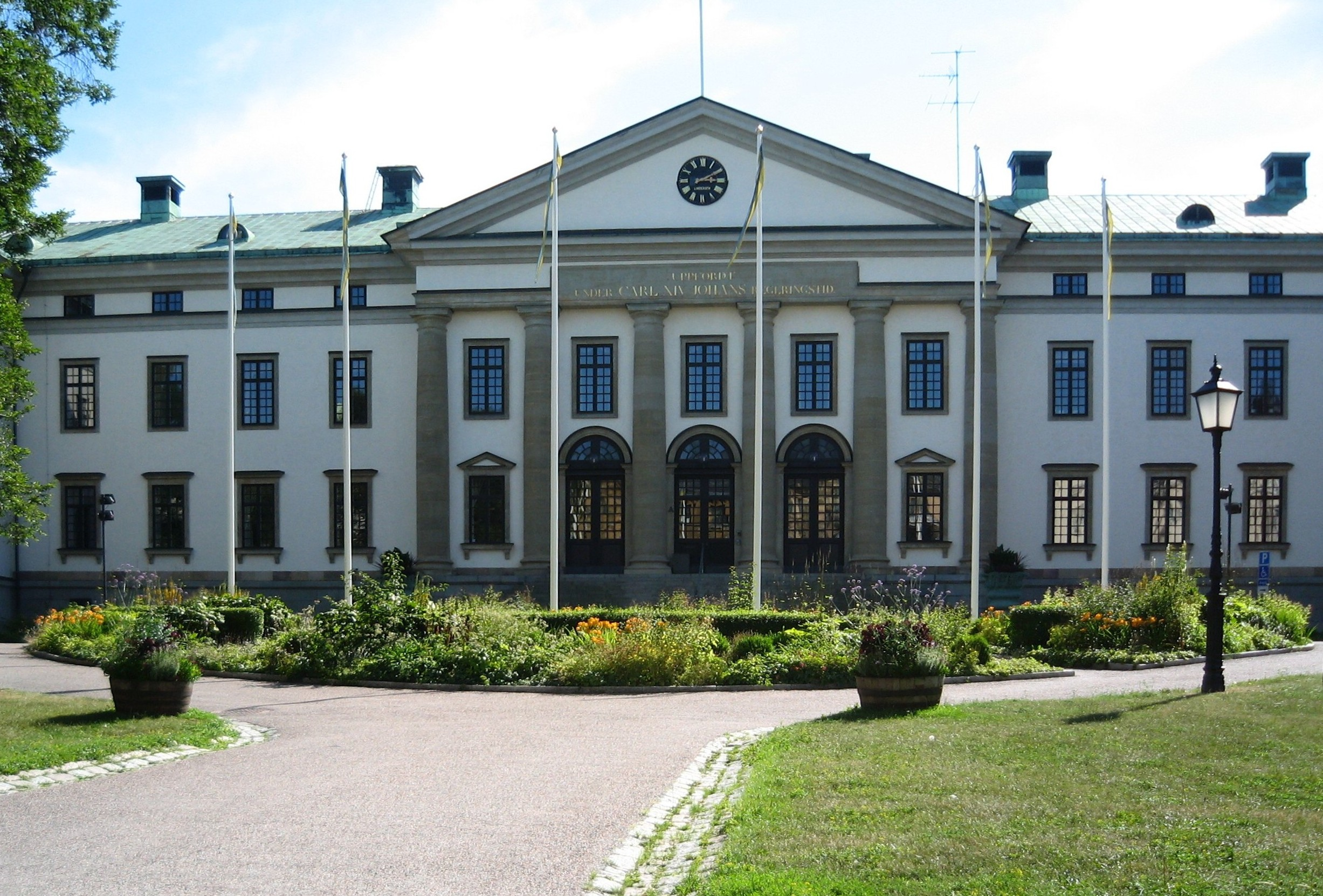
Hôpital de garnison Kungsholmen Stockholm
59° 19′ 43″ N, 18° 02′ 24″ E
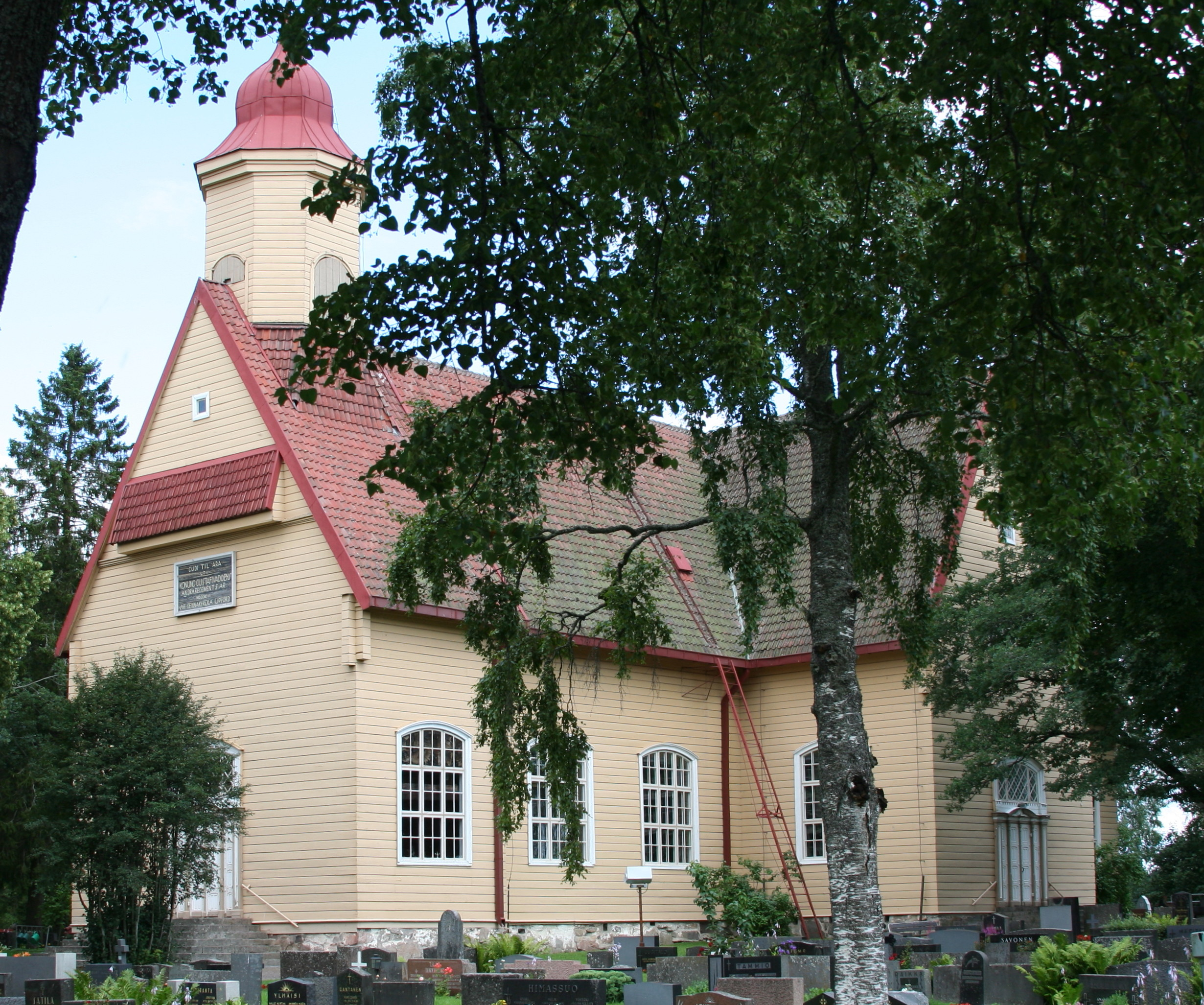
Église de Pöytyä.
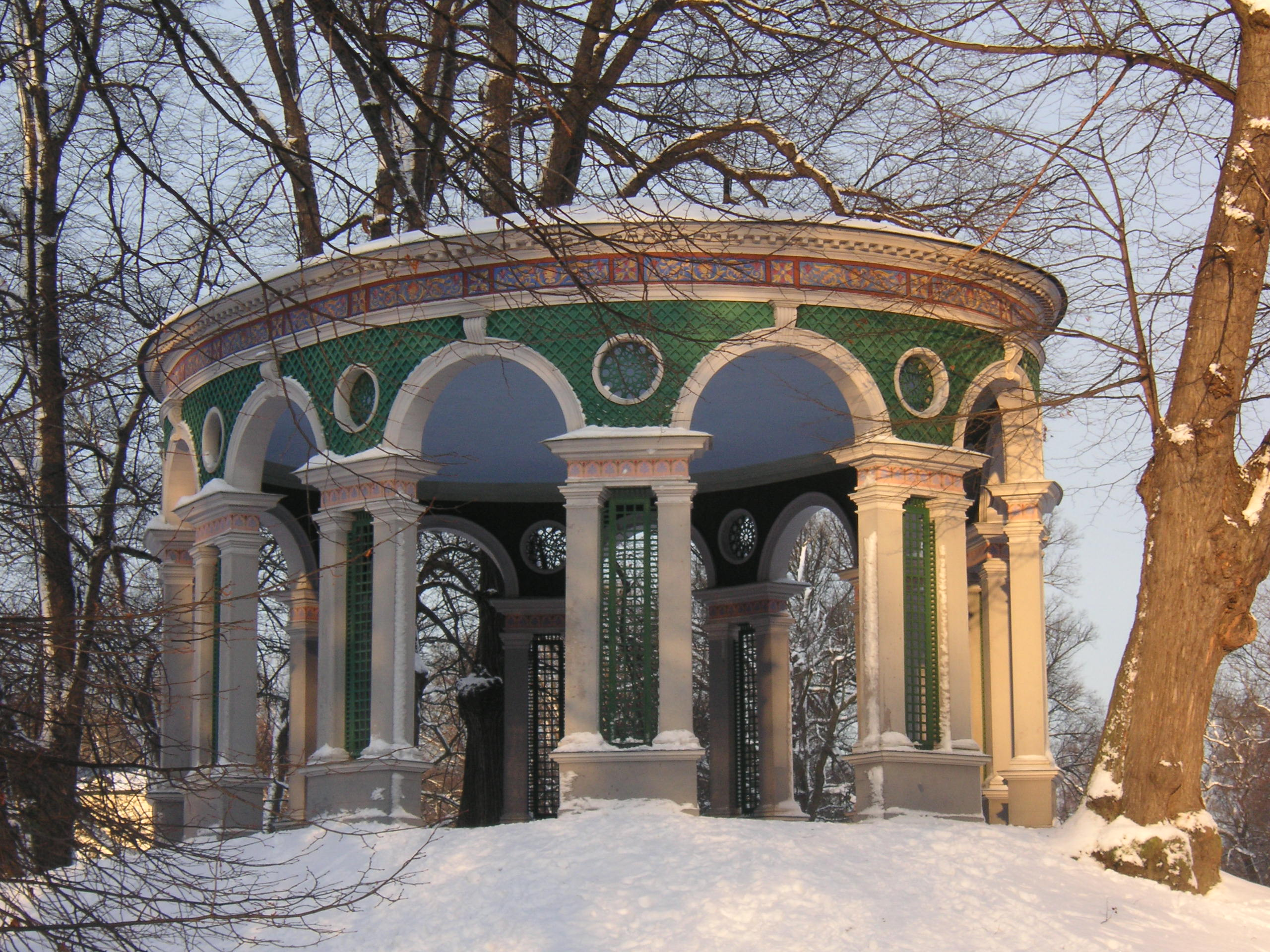
Temple de l'écho.